# Косинцева, Татьяна Анатольевна
Татья́на Анато́льевна Коси́нцева (род. 11 апреля 1986, Архангельск) — российская шахматистка, гроссмейстер (2009), заслуженный мастер спорта России (2010). Сестра другого гроссмейстера Надежды Косинцевой.
Двукратная чемпионка Европы (2007, 2009), чемпионка Европы по быстрым шахматам (2012). Двукратная победительница шахматной олимпиады (2010—2012) и двукратная чемпионка Европы в составе сборной России (2007, 2009).

## Биография

### Карьера
Научилась играть в шахматы в 6 лет со старшей сестрой в шахматном кружке. На чемпионате Европы до 12 лет разделила 1-2 места. Такой же результат показала на первенстве мира, но из-за худшего дополнительного показателя опять не завоевала титул. Через два года на чемпионате Европы до 18 лет делит вместе со своей сестрой Надеждой 1-е место.
В 2002, 2004 и 2007 годах побеждает на чемпионатах России среди женщин. В 2006 году заняла 2-е место, отстав на пол-очка от Екатерины Корбут.
На олимпиадах 2002 и 2006 в составе сборной России завоёвывает серебряные медали, в 2004 — бронзовую.
В составе сборной России стала победительницей олимпиады 2010, выступив на 1-й доске с результатом (+5-1=4). На олимпиаде 2012 показала результат (+3-1=5) на 1-й доске и завоевала золото в составе сборной России, обогнавшей в последнем туре сборную Китая.
На чемпионате Европы 2007 заняла 1-е место. Повторила этот же успех в 2009 году (после тай-брейка).
В 2010 году выиграла женский Гран-при ФИДЕ с перфомансом 2735, набрав 160 очков Гран-при. Её результат составил 9 из 11 (+7−0=4), что на 1½ очка выше, чем у ближайшей соперницы Хоу Ифань.
В 2012 году выиграла чемпионат Европы по быстрым шахматам среди женщин.
В апреле 2014 года завоевала бронзовую медаль на чемпионате мира по блицу среди женщин. В июле завоевала серебряную медаль на индивидуальном чемпионате Европы среди женщин, набрав 8½ из 11 очков.
В 2015 году приняла участие в Чемпионате мира, проводившегося по нокаут-системе, где в 1-м туре на тай-брейке выиграла у Мари Анн Гомес, во 2-м проиграла Алисе Галлямовой.
Вместе с сестрой занималась у тренера Юрия Дохояна.

### Личная жизнь
Изучала юриспруденцию вместе с сестрой в Северном федеральном университете, закончила обучение в 2008 году. Живёт в Архангельске.